# 쿠로츠치 마유리
쿠로츠치 마유리(일본어: 涅マユリ)는 블리치의 등장인물이다.

## 프로필
- 신장 : 174 cm
- 체중 : 54 kg
- 생일 : 3월 30일
- 취미 : 실험
- 특기 : 인체실험
- 좋아하는 음식 : 꽁치
- 싫어하는 음식 : 파
- 휴일 보내는 법 : 정령정통신을 구석구석 읽는다.
- 가족 관계

1. . 女 - 쿠로츠치 네무

- 경력

1. . 현(現) 소울 소사이어티 호정 13대 12번대 대장
2. . 현(現) 소울 소사이어티 기술개발국(器術開發鞠) 2대 국장

- 참백도 : 소쇄지장(疋殺地藏)
- 시해(始解) : 해방하면 검신이 구부러진 황금색의 삼지창 형태로 변한다. 손잡이와 검신의 중간에는 기분나쁘게 생긴 금색의 지장보살 얼굴이 새겨져 있다.
- 시해 능력 : 해방하여 상대를 베면 뇌에서 발산하는 사지를 움직이는 전기신호를 전달하는 신경만 베여 상대는 움직일 수가 없게 된다. 엄연히 신호전달 신경만을 베는 것이기 때문에 마비시키는 것과는 조금 다르며 움직임만 봉쇄하고 다른 감각 등은 다 살아있기 때문에 고통은 느낄 수 있게 된다.
- 참백도 시해 언령 : "쥐어뜯어라 소쇄지장(疋殺地藏)"
- 만해(卍解) : 금색소쇄지장(金色疋殺地藏)
- 만해 능력 : 붉은 색의 옷을 입은 거대한 지장보살의 형상을 한 괴물로 변한다. 하반신은 벌레의 형상이며 머리 위에는 거대한 고리가 떠 있다. 능력은 반경 180m 내에 안개 상태의 맹독을 살포한다. 이 독은 굉장히 독하기 때문에 들이마시기라도 하는 순간 순식간에 치사량을 넘겨 즉사하게 된다. 가슴에는 엄청난 숫자의 검도 숨기고 있다. 게다가 독을 매번 마유리가 바꾸므로 내성따위 생길 일이 없다. 게다가 마유리가 근처에 동료가 있다고 만해를 안쓸 정도로 상냥하진 않으니 인질잡기로 파훼는 불가능하다.
- 참백도 실체화 : 앞머리에 푸른색의 머리카락이 자라난 연두색 옷을 입은 작은 지장보살의 형태이며 등 뒤에 형형색색의 나방 날개가 달려 있다. 말이 없고 조용하지만 이미 기분 나쁜 오라 비슷한 기운이 전신에서 풍겨나온다.

## 도구
- 보육제(補肉劑)
  - 손상된 육체를 일시적으로 응급치료해주는 약이다.
- 초인약(超人藥)
  - 일명 <달인의 감각>이라고 불리는 극한의 상황에 이르렀을 때 순간적으로 시간이 느리게 흘러가는 듯한 감각을 강력하게 구현화시키도록 만든 약이다. 25만배의 1의 양으로 희석시킨 것이 이 약의 적정량이며 원액을 투여받은 자는 1초가 100년의 시간처럼 느끼게 된다. 따라서 육체가 투약상태의 정신만큼의 초인적인 경지에 도달하지 못하면 행동과 반응이 매우 느려진다.
- 감시용 균(感視用菌)
  - 마유리가 자신의 실험 정보 같은 것을 모으기 위해 만든 균으로, 자신의 측근이나 자신과 전투한 상대에게 투여하며 이 균들은 상대의 몸속에서 기생하며 상대의 전투기록을 기록한다.

## 기술
- 마유리 식 ○○○술
  - 자엘아폴로로 인해 네무의 육체가 손상되었을 때 마유리가 네무를 살리기 위해 실시한 비술이다. 뭔가 굉장히 에로틱하다는 것만 빼면 정체불명이다. 효과는 확실한 듯하다.

- 충식옥(蟲食玉)
  - 배구공 크기만한 영자로 만든 영탄을 만들어 상대에게 날려 폭발시키는 기술이다.

- 가짜 피부(贋膚)
  - 주위 배경과 같은 색깔 및 질감을 지닌 피부를 만들어, 자신의 몸을 배경의 일부로 융화시켜 은신하는 기술이다.

- 육폭탄(肉爆彈)
  - 다른 자의 체내에 폭탄을 심어 원격조작해 폭탄을 심은 자까지 싸잡아 폭파시키는 기술이다.

- 사복완(蛇腹腕)
  - 팔에 와이어를 심어 팔을 늘려 표적을 붙잡는 기술이다. 한 번 늘려서 표적을 못 잡으면 다시 심어야 하는 것이 단점이다.

- 육비말(肉飛沫)
  - 참백도로 벤 대상을 액체로 만들어버리는 기술이다. 이걸 본인에게 사용했을 때 1주일 정도 원래 몸으로 돌아올 수 없었던 사례가 있다. 또 물과 같은 액체에 닿으면 섞여버리며 시해 상태의 참백도가 아니어도 사용 가능하다.

## 개요
호기심과 지식충족의 욕구를 광적으로 분출하는 매드 사이언티스트이며 자신의 호기심을 채우기 위해서라면 그 어떤 비인간적인 행위도 서슴지 않고 하는 무시무시한 일면을 지녔다. 100년 전 퀸시가 희소종으로 규정된 시기부터 현재까지 인체 실험을 하고 연구하고 고문한 퀸시의 수가 2066명에 달하며 귀에 내장된 낫이나 늘어나는 팔이나 육체를 액체화시키는 등 자기 자신한테까지 개조를 일삼고 있다. 목적을 위해서라면 자기 부대의 대원까지 낯빛하나 안 바뀌고 태연하게 이용해먹으며 부대장인 네무한테까지 폭력과 학대를 비롯해 적에게 잡혀먹거나 침투당했을 때를 대비해 체내에 온갖 균을 심어놓는 등 비인간적인 행위를 서슴지 않고 하는 정신병자같은 인간이지만 그 과학자로써의 실력은 일류이며 소실된 육체를 외과 수술 및 보육제로 재생하고 보조하고 해독까지 하는 뛰어난 영적 치료 기술도 보유하고 있다. 또 네무에게는 수영복도 직접 구해주는 등 의외로 정상적인 애정표현도 나름 하고 있다. 110년 전까지는 정령정으로부터 위험 인자로 분류되어 형군 제 3번대 함리대 소속인 <지하특별함리동 구더기 둥지>의 독방에 갇혀 있었으나 기술개발국 창설을 하기 위해 우라하라 키스케가 실력을 높이 사 석방시켜 12번대 3석 및 기술개발국 부국장 자리에 취임시켰으며 우라하라가 추방당했을 때 12번대 대장 및 기술개발국 대장에 취임했다.

## 기타 사항
얼굴에 흑백으로 이루어진 기묘한 화장을 하고 있으며 밤에 잘 때는 화장을 지우고 취침한다. 그리고 그 화장의 정도는 점점 정상을 벗어나고 있다. 정령정통신에 연재하는 <뇌에 잘 듣는 약>은 실험에 쓰이는 약 제조법이나 실제로 본인이 행한 실험 기록 리스트를 빽빽이 적어놓은 코너 의외로 인기가 많아 "재료가 없어서 약은 못 만들어도 매번 재밌게 읽고 있어요!"라는 내용의 팬레터가 자주 온다.
1. ↑  화장을 지우면 꽤 잘생긴 미남이다.